# Tomáš Hulík
Tomáš Hulík (* 3. června 1976, Praha) je slovenský přírodovědec, dokumentarista a fotograf.

## Životopis
Studoval environmentalistiku na Přírodovědecké fakultě UK v Bratislavě. Podnikl několik vědeckých a fotografických expedic na Dálném východě Ruska, na ostrově Sachalin, na Borneu, v Malajsii či Norsku.
Po skončení studia začal pracovat jako kameraman a střihač u mnoha filmových a televizních produkcích.
Prvním výrazným úspěchem Hulíkovy filmařské kariéry byl rakousko–německý dokumentární film „Hulík und die Biber“ režiséra Haralda Pokiesera z roku 2002. Film vypráví příběh mladého přírodovědce Tomáše Hulíka a jeho přátelství s bobřicí Ráchel a její rodinou. Hulík strávil přes 300 dní a nocí v lužních lesích u ramen řeky Moravy, dokud si nezískal důvěru bobří rodiny a mohl nafilmovat unikátní záběry ze života bobrů, což se do té doby žádnému filmaři nepodařilo.
Druhým zlomem v Hulíkově kariéře byla spolupráce s oceňovaným slovenským režisérem Pavlem Barabášem na dokumentu „Vysoké Tatry – Divočina zamrzlá v čase“ z roku 2007. Film natočený pro prestižní cyklus dokumentů Universum rakouské televize ORF vznikal během let 2005 – 2007. Pod Barabášovým režisérským vedením se Tomáš Hulík realizoval jako kameraman a autor námětu. Film získal řadu ocenění na zahraničních filmových festivalech.
Hulíkovým režisérským debutem se stal film „Návrat rysů“ z roku 2010, ve kterém zachytil příběh strážce Národního parku Malá Fatra Miloše Majdy a dvou malých rysích mláďat Lízy a Mura, narozených v ostravské ZOO, které Majda vychoval pro návrat do divoké přírody. Hudbu k filmu zkomponoval Peter Machajdík.
V roce 2011 Hulík odpremiéroval svůj další dokumentární film s názvem „Cesty Slovenskem“, prezentující krásy Slovenska ve vysoce kvalitních obrazových záběrech. I k tomuto filmu hudbu zkomponoval Peter Machajdík. V témže roce získal Hulík i cenu Nadace Tatra banky za umění v kategorii Audiovizuální tvorba, film, TV a rozhlas.
V letech 2014 a 2015 Hulík dokončil další dva filmy s působivou hudbou Petra Machajdíka – Král nebes – Orel skalní a Divoké Slovensko.
Tomáš Hulík je členem Asociace profesionálních fotografů SR a své fotografie publikoval v mnoha prestižních zahraničních a domácích magazínech jako National Geographic, GEO, Universum nebo Lidé a země. Své fotografie pravidelně prezentuje na výstavách po celém Slovensku.
Hulík žije v Devínské Nové Vsi spolu s partnerkou Silvií a dcerou Lianou.

## Filmografie (výběr)
- 2002: Hulík und die Biber (kamera)
- 2007: Vysoké Tatry – Divočina zamrzlá v čase (kamera, námět)
- 2010: Návrat rysů (režie, kamera)
- 2011: Cesty Slovensku (režie, kamera)
- 2015: Wilde Slowakei – Divoké Slovensko (kamera, režie)
- 2015: Král nebes – Orel skalní (režie, kamera)